# Temporada da GP3 Series de 2012
A Temporada da GP3 Series de 2012 foi a terceira do campeonato da GP3 Series, série de acesso à GP2 Series. A temporada teve início no Circuito da Catalunha, na Espanha, em 12 de maio, e teve seu encerramento no dia 9 de setembro, em Monza, na Itália.

## Equipes e Pilotos
| Equipe                  | Chassi         | Motor   | Pneu | N° | Piloto                 | Etapas   |
| ----------------------- | -------------- | ------- | ---- | -- | ---------------------- | -------- |
| Lotus GP                | Dallara GP3/10 | Renault | P    | 1  | Daniel Abt             | Todas    |
| Lotus GP                | Dallara GP3/10 | Renault | P    | 2  | Conor Daly             | Todas    |
| Lotus GP                | Dallara GP3/10 | Renault | P    | 3  | Aaro Vainio            | Todas    |
| MW Arden                | Dallara GP3/10 | Renault | P    | 4  | Mitch Evans            | Todas    |
| MW Arden                | Dallara GP3/10 | Renault | P    | 5  | David Fumanelli        | Todas    |
| MW Arden                | Dallara GP3/10 | Renault | P    | 6  | Matias Laine           | Todas    |
| Marussia Manor Racing   | Dallara GP3/10 | Renault | P    | 7  | Dmitry Suranovich      | Todas    |
| Marussia Manor Racing   | Dallara GP3/10 | Renault | P    | 8  | Fabiano Machado        | Todas    |
| Marussia Manor Racing   | Dallara GP3/10 | Renault | P    | 9  | Tio Ellinas            | Todas    |
| Status Grand Prix       | Dallara GP3/10 | Renault | P    | 14 | Marlon Stöckinger      | Todas    |
| Status Grand Prix       | Dallara GP3/10 | Renault | P    | 15 | Kotaro Sakurai         | 1–2, 4   |
| Status Grand Prix       | Dallara GP3/10 | Renault | P    | 15 | Lewis Williamson       | 5–8      |
| Status Grand Prix       | Dallara GP3/10 | Renault | P    | 16 | Alice Powell           | Todas    |
| Ocean Racing Technology | Dallara GP3/10 | Renault | P    | 17 | Carmen Jordá           | Todas    |
| Ocean Racing Technology | Dallara GP3/10 | Renault | P    | 18 | Kevin Ceccon           | Todas    |
| Ocean Racing Technology | Dallara GP3/10 | Renault | P    | 19 | Robert Cregan          | Todas    |
| Jenzer Motorsport       | Dallara GP3/10 | Renault | P    | 20 | Robert Visoiu          | Todas    |
| Jenzer Motorsport       | Dallara GP3/10 | Renault | P    | 21 | Patric Niederhauser    | Todas    |
| Jenzer Motorsport       | Dallara GP3/10 | Renault | P    | 22 | Jakub Klášterka        | 1–2      |
| Jenzer Motorsport       | Dallara GP3/10 | Renault | P    | 22 | Facu Regalia           | 4        |
| Jenzer Motorsport       | Dallara GP3/10 | Renault | P    | 22 | Alex Fontana           | 6–7      |
| Trident Racing          | Dallara GP3/10 | Renault | P    | 23 | Vicky Piria            | Todas    |
| Trident Racing          | Dallara GP3/10 | Renault | P    | 24 | Antonio Spavone        | 1–4      |
| Trident Racing          | Dallara GP3/10 | Renault | P    | 25 | Giovanni Venturini     | 4–8      |
| Carlin                  | Dallara GP3/10 | Renault | P    | 26 | Alex Brundle           | Todas    |
| Carlin                  | Dallara GP3/10 | Renault | P    | 27 | António Félix da Costa | Todas    |
| Carlin                  | Dallara GP3/10 | Renault | P    | 28 | William Buller         | Todas    |
| Atech CRS Grand Prix    | Dallara GP3/10 | Renault | P    | 29 | Tamás Pál Kiss         | Todas    |
| Atech CRS Grand Prix    | Dallara GP3/10 | Renault | P    | 30 | John Wartique          | 1–3, 7–8 |
| Atech CRS Grand Prix    | Dallara GP3/10 | Renault | P    | 30 | Fabio Gamberini        | 4        |
| Atech CRS Grand Prix    | Dallara GP3/10 | Renault | P    | 30 | Facu Regalia           | 6        |
| Atech CRS Grand Prix    | Dallara GP3/10 | Renault | P    | 31 | Ethan Ringel           | Todas    |

## Calendário
| Etapa | Etapa | Localização              | Circuito                     | Data          | A acompanhar                                      |
| ----- | ----- | ------------------------ | ---------------------------- | ------------- | ------------------------------------------------- |
| 1     | C1    | Catalunha, Espanha       | Circuit de Catalunya         | 12 de maio    | Grande Prêmio da Espanha de 2012 (Fórmula 1)      |
| 1     | C2    | Catalunha, Espanha       | Circuit de Catalunya         | 13 de maio    | Grande Prêmio da Espanha de 2012 (Fórmula 1)      |
| 2     | C1    | Monte Carlo, Mônaco      | Circuit de Monaco            | 25 de maio    | Grande Prêmio de Mônaco de 2012 (Fórmula 1)       |
| 2     | C2    | Monte Carlo, Mônaco      | Circuit de Monaco            | 26 de maio    | Grande Prêmio de Mônaco de 2012 (Fórmula 1)       |
| 3     | C1    | Valência. Espanha        | Valencia Street Circuit      | 23 de junho   | Grande Prêmio da Europa de 2012 (Fórmula 1)       |
| 3     | C2    | Valência. Espanha        | Valencia Street Circuit      | 24 de junho   | Grande Prêmio da Europa de 2012 (Fórmula 1)       |
| 4     | C1    | Silverstone, Reino Unido | Silverstone Circuit          | 7 de julho    | Grande Prêmio da Grã-Bretanha de 2012 (Fórmula 1) |
| 4     | C2    | Silverstone, Reino Unido | Silverstone Circuit          | 8 de julho    | Grande Prêmio da Grã-Bretanha de 2012 (Fórmula 1) |
| 5     | C1    | Hockenheim, Alemanha     | Hockenheimring               | 21 de julho   | Grande Prêmio da Alemanha de 2012 (Fórmula 1)     |
| 5     | C2    | Hockenheim, Alemanha     | Hockenheimring               | 22 de julho   | Grande Prêmio da Alemanha de 2012 (Fórmula 1)     |
| 6     | C1    | Budapeste, Hungria       | Hungaroring                  | 28 de julho   | Grande Prêmio da Hungria de 2012 (Fórmula 1)      |
| 6     | C2    | Budapeste, Hungria       | Hungaroring                  | 29 de julho   | Grande Prêmio da Hungria de 2012 (Fórmula 1)      |
| 7     | C1    | Spa, Bélgica             | Circuit de Spa-Francorchamps | 1 de setembro | Grande Prêmio da Bélgica de 2012 (Fórmula 1)      |
| 7     | C2    | Spa, Bélgica             | Circuit de Spa-Francorchamps | 2 de setembro | Grande Prêmio da Bélgica de 2012 (Fórmula 1)      |
| 8     | C1    | Monza, Itália            | Autodromo Nazionale Monza    | 8 de setembro | Grande Prêmio da Itália de 2012 (Fórmula 1)       |
| 8     | C2    | Monza, Itália            | Autodromo Nazionale Monza    | 9 de setembro | Grande Prêmio da Itália de 2012 (Fórmula 1)       |

## Resultados

### Por etapa
| Etapa | Etapa | Circuito                     | Pole position          | Volta mais rápida      | Piloto vencedor        | Equipe vencedora      |
| ----- | ----- | ---------------------------- | ---------------------- | ---------------------- | ---------------------- | --------------------- |
| 1     | C1    | Circuit de Catalunya         | António Félix da Costa | Patric Niederhauser    | Mitch Evans            | MW Arden              |
| 1     | C2    | Circuit de Catalunya         |                        | Kevin Ceccon           | Conor Daly             | Lotus GP              |
| 2     | C1    | Circuit de Monaco            | Aaro Vainio            | Kevin Ceccon           | Aaro Vainio            | Lotus GP              |
| 2     | C2    | Circuit de Monaco            |                        | Marlon Stöckinger      | Marlon Stöckinger      | Status Grand Prix     |
| 3     | C1    | Valencia Street Circuit      | Mitch Evans            | Mitch Evans            | Mitch Evans            | MW Arden              |
| 3     | C2    | Valencia Street Circuit      |                        | António Félix da Costa | Patric Niederhauser    | Jenzer Motorsport     |
| 4     | C1    | Silverstone Circuit          | Mitch Evans            | António Félix da Costa | António Félix da Costa | Carlin                |
| 4     | C2    | Silverstone Circuit          |                        | Tio Ellinas            | William Buller         | Carlin                |
| 5     | C1    | Hockenheimring               | Daniel Abt             | Tio Ellinas            | Patric Niederhauser    | Jenzer Motorsport     |
| 5     | C2    | Hockenheimring               |                        | Mitch Evans            | Mitch Evans            | MW Arden              |
| 6     | C1    | Hungaroring                  | Aaro Vainio            | António Félix da Costa | António Félix da Costa | Carlin                |
| 6     | C2    | Hungaroring                  |                        | António Félix da Costa | António Félix da Costa | Carlin                |
| 7     | C1    | Circuit de Spa-Francorchamps | Mitch Evans            | António Félix da Costa | Daniel Abt             | Lotus GP              |
| 7     | C2    | Circuit de Spa-Francorchamps |                        | António Félix da Costa | Matias Laine           | MW Arden              |
| 8     | C1    | Autodromo Nazionale Monza    | Mitch Evans            | Tio Ellinas            | Daniel Abt             | Lotus GP              |
| 8     | C2    | Autodromo Nazionale Monza    |                        | Matias Laine           | Tio Ellinas            | Marussia Manor Racing |

## Classificação

### Pilotos
| #  | Piloto                 | ESP | ESP | MON | MON | VAL | VAL | GBR | GBR | GER | GER | HUN | HUN | BEL | BEL | ITA | ITA | Pts   |
| -- | ---------------------- | --- | --- | --- | --- | --- | --- | --- | --- | --- | --- | --- | --- | --- | --- | --- | --- | ----- |
| 1  | Mitch Evans            | 1   | 20  | 5   | 4   | 1   | 6   | 2   | 11  | 8   | 1   | 3   | 21  | 3   | 15  | Ret | 20  | 151.5 |
| 2  | Daniel Abt             | 13  | 6   | 6   | 3   | 6   | 2   | 4   | Ret | 7   | 2   | 2   | 11  | 1   | 5   | 1   | 2   | 149.5 |
| 3  | António Félix da Costa | 14  | 7   | 7   | 2   | Ret | 8   | 1   | 6   | Ret | Ret | 1   | 1   | 2   | 2   | 15  | 5   | 132   |
| 4  | Aaro Vainio            | 3   | 4   | 1   | 7   | 2   | 7   | 3   | Ret | 5   | 6   | 5   | 7   | 6   | 14  | 11  | 14  | 123   |
| 5  | Matias Laine           | 5   | 3   | 21  | 16  | 5   | 3   | 9   | 18† | 4   | 5   | 7   | 6   | 5   | 1   | 3   | 6   | 111   |
| 6  | Conor Daly             | 6   | 1   | 23  | Ret | 11  | Ret | 5   | 2   | 2   | 3   | 6   | 9   | 7   | 3   | 4   | 11  | 106   |
| 7  | Patric Niederhauser    | 4   | 5   | Ret | 15  | 8   | 1   | 10  | 3   | 1   | 9   | 16  | 2   | 11  | 6   | 5   | Ret | 101   |
| 8  | Tio Ellinas            | 7   | 15  | 9   | 8   | 4   | 5   | 6   | 4   | 10  | 7   | 13  | 4   | 4   | Ret | 2   | 1   | 99    |
| 9  | Kevin Ceccon           | Ret | 10  | 3   | 6   | 7   | 4   | 8   | 7   | 17  | 15  | 4   | 8   | 12  | 20  | 13  | 9   | 56    |
| 10 | Marlon Stöckinger      | 2   | 19  | 8   | 1   | 19  | 11  | 16  | Ret | 16  | 11  | 9   | 13  | 14  | 16  | 7   | 4   | 55    |
| 11 | David Fumanelli        | 9   | 17  | 4   | 5   | 3   | 16  | NL  | NL  | 12  | 10  | 8   | Ret | 20  | Ret | 6   | 13  | 47    |
| 12 | Tamás Pál Kiss         | 12  | Ret | 2   | 9   | 9   | 10  | 11  | 14  | 6   | 4   | 14  | 10  | 17  | 10  | 9   | 15  | 38    |
| 13 | Giovanni Venturini     |     |     |     |     |     |     | 13  | 16  | 3   | 8   | 11  | Ret | 9   | 9   | 8   | 3   | 31    |
| 14 | Robert Visoiu          | 8   | 2   | 14  | 10  | Ret | 12  | 12  | 5   | DSQ | 12  | 12  | 22  | 15  | 13  | 14  | 7   | 24    |
| 15 | William Buller         | 23  | 9   | 12  | Ret | 10  | 9   | Ret | 1   | 9   | Ret | 23  | 12  | 13  | 8   | 10  | 12  | 20    |
| 16 | Alex Brundle           | 10  | 8   | 10  | Ret | 16  | 14  | 7   | 10  | DSQ | 13  | 15  | 3   | 19  | 11  | DSQ | 10  | 19    |
| 17 | Lewis Williamson       |     |     |     |     |     |     |     |     | 13  | Ret | 10  | 5   | 8   | 7   | 19  | Ret | 11    |
| 18 | Alex Fontana           |     |     |     |     |     |     |     |     |     |     | 17  | 15  | 10  | 4   |     |     | 8.5   |
| 19 | Alice Powell           | Ret | 11  | 11  | 22  | 18  | Ret | 17  | Ret | 19  | Ret | 19  | 20  | 18  | 12  | 12  | 8   | 1     |
| 20 | Fabio Gamberini        |     |     |     |     |     |     | 23  | 8   |     |     |     |     |     |     |     |     | 1     |
| 21 | Fabiano Machado        | 16  | Ret | 15  | 17  | Ret | 19  | 19  | 9   | Ret | Ret | NL  | NL  | 25  | 21  | Ret | 16  | 0     |
| 22 | Robert Cregan          | 15  | Ret | 18  | 11  | 15  | 13  | 20  | 15  | 11  | NC  | 21  | 14  | 21  | NL  | 20  | 17  | 0     |
| 23 | Dmitry Suranovich      | 11  | Ret | 16  | DSQ | Ret | 15  | 22  | 20† | 15  | 14  | Ret | 16  | 22  | 18  | 22† | NL  | 0     |
| 24 | Kotaro Sakurai         | 18  | 12  | 13  | 20  |     |     | 15  | 13  |     |     |     |     |     |     |     |     | 0     |
| 25 | John Wartique          | 21  | 13  | 17  | 13  | 12  | Ret |     |     |     |     |     |     | 23  | 17  | 17  | 18  | 0     |
| 26 | Vicky Piria            | 22  | 16  | 19  | 12  | 17  | 18  | 18  | 21† | 14  | Ret | 20  | 19  | 16  | 19  | 16  | Ret | 0     |
| 27 | Facu Regalia           |     |     |     |     |     |     | 14  | 12  |     |     | 18  | 18  |     |     |     |     | 0     |
| 28 | Carmen Jordá           | 20  | 21  | Ret | 21  | 13  | Ret | NQ  | NQ  | 20  | Ret | 24† | Ret | 26  | 23  | 21  | 19  | 0     |
| 29 | Ethan Ringel           | Ret | 18  | Ret | 18  | 14  | Ret | Ret | 17  | 18  | 16  | 22  | 17  | 24  | 22  | 18  | Ret | 0     |
| 30 | Antonio Spavone        | 17  | Ret | 20  | 14  | Ret | 17  | 21  | 18  |     |     |     |     |     |     |     |     | 0     |
| 31 | Jakub Klášterka        | 19  | 14  | 22  | 19  |     |     |     |     |     |     |     |     |     |     |     |     | 0     |
| #  | Piloto                 | ESP | ESP | MON | MON | VAL | VAL | GBR | GBR | GER | GER | HUN | HUN | BEL | BEL | ITA | ITA | Pts   |

| Cor      | Resultado            |
| -------- | -------------------- |
| Ouro     | Vencedor             |
| Prata    | 2º lugar             |
| Bronze   | 3º lugar             |
| Verde    | Terminou, nos pontos |
| Azul     | Terminou, sem pontos |
| Púrpura  | Retirou-se (Ret)     |
| Vermelho | Não qualificado (NQ) |
| Preto    | Desqualificado (DSQ) |
| Branco   | Não largou (NL)      |
| Sem cor  | Não participou (NP)  |
| Sem cor  | Lesionado (Les)      |
| Sem cor  | Excluído (EX)        |

Notas:
- † — Pilotos que não terminaram o Grande Prêmio mas foram classificados pois completaram 90% da corrida.

### Campeonato de construtores
| # | Construtor              | N° | ESP | ESP | MON | MON | VAL | VAL | GBR | GBR | GER | GER | HUN | HUN | BEL | BEL | ITA | ITA | Pts   |
| - | ----------------------- | -- | --- | --- | --- | --- | --- | --- | --- | --- | --- | --- | --- | --- | --- | --- | --- | --- | ----- |
| 1 | Lotus GP                | 1  | 13  | 6   | 6   | 3   | 6   | 2   | 4   | Ret | 7   | 2   | 2   | 11  | 1   | 5   | 1   | 2   | 378.5 |
| 1 | Lotus GP                | 2  | 6   | 1   | 23  | Ret | 11  | Ret | 5   | 2   | 2   | 3   | 6   | 9   | 7   | 3   | 4   | 11  | 378.5 |
| 1 | Lotus GP                | 3  | 3   | 4   | 1   | 7   | 2   | 7   | 3   | Ret | 5   | 6   | 5   | 7   | 6   | 14  | 11  | 14  | 378.5 |
| 2 | MW Arden                | 4  | 1   | 20  | 5   | 4   | 1   | 6   | 2   | 11  | 8   | 1   | 3   | 21  | 3   | 15  | Ret | 20  | 309.5 |
| 2 | MW Arden                | 5  | 9   | 17  | 4   | 5   | 3   | 16  | NL  | NL  | 12  | 10  | 8   | Ret | 20  | Ret | 6   | 13  | 309.5 |
| 2 | MW Arden                | 6  | 5   | 3   | 21  | 16  | 5   | 3   | 9   | 18† | 4   | 5   | 7   | 6   | 5   | 1   | 3   | 6   | 309.5 |
| 3 | Carlin                  | 26 | 10  | 8   | 10  | Ret | 16  | 14  | 7   | 10  | DSQ | 13  | 15  | 3   | 19  | 11  | DSQ | 10  | 171   |
| 3 | Carlin                  | 27 | 14  | 7   | 7   | 2   | Ret | 8   | 1   | 6   | Ret | Ret | 1   | 1   | 2   | 2   | 15  | 5   | 171   |
| 3 | Carlin                  | 28 | 23  | 9   | 12  | Ret | 10  | 9   | Ret | 1   | 9   | Ret | 23  | 12  | 13  | 8   | 10  | 12  | 171   |
| 4 | Jenzer Motorsport       | 20 | 8   | 2   | 14  | 10  | Ret | 12  | 12  | 5   | DSQ | 12  | 12  | 22  | 15  | 13  | 14  | 7   | 133.5 |
| 4 | Jenzer Motorsport       | 21 | 4   | 5   | Ret | 15  | 8   | 1   | 10  | 3   | 1   | 9   | 16  | 2   | 11  | 6   | 5   | Ret | 133.5 |
| 4 | Jenzer Motorsport       | 22 | 19  | 14  | 22  | 19  |     |     | 14  | 12  |     |     | 17  | 15  | 10  | 4   |     |     | 133.5 |
| 5 | Marussia Manor Racing   | 7  | 11  | Ret | 16  | DSQ | Ret | 15  | 22  | 20† | 15  | 14  | Ret | 16  | 22  | 18  | 22† | NL  | 99    |
| 5 | Marussia Manor Racing   | 8  | 16  | Ret | 15  | 17  | Ret | 19  | 19  | 9   | Ret | Ret | NL  | NL  | 25  | 21  | Ret | 16  | 99    |
| 5 | Marussia Manor Racing   | 9  | 7   | 15  | 9   | 8   | 4   | 5   | 6   | 4   | 10  | 7   | 13  | 4   | 4   | Ret | 2   | 1   | 99    |
| 6 | Status Grand Prix       | 14 | 2   | 19  | 8   | 1   | 19  | 11  | 16  | Ret | 16  | 11  | 9   | 13  | 14  | 16  | 7   | 4   | 67    |
| 6 | Status Grand Prix       | 15 | 18  | 12  | 13  | 20  |     |     | 15  | 13  | 13  | Ret | 10  | 5   | 8   | 7   | 19  | Ret | 67    |
| 6 | Status Grand Prix       | 16 | Ret | 11  | 11  | 22  | 18  | Ret | 17  | Ret | 19  | Ret | 19  | 20  | 18  | 12  | 12  | 8   | 67    |
| 7 | Ocean Racing Technology | 17 | Ret | 10  | Ret | 21  | 13  | Ret | NQ  | NQ  | 20  | Ret | 24† | Ret | 26  | 23  | 21  | 19  | 56    |
| 7 | Ocean Racing Technology | 18 | 20  | 21  | 3   | 6   | 7   | 4   | 8   | 7   | 17  | 15  | 4   | 8   | 12  | 20  | 13  | 9   | 56    |
| 7 | Ocean Racing Technology | 19 | 15  | Ret | 18  | 11  | 15  | 13  | 20  | 15  | 11  | NC  | 21  | 14  | 21  | NL  | 20  | 17  | 56    |
| 8 | Atech CRS GP            | 29 | 12  | Ret | 2   | 9   | 9   | 10  | 11  | 14  | 6   | 4   | 14  | 10  | 17  | 10  | 9   | 15  | 39    |
| 8 | Atech CRS GP            | 30 | 21  | 13  | 17  | 13  | 12  | Ret | 23  | 8   |     |     | 18  | 18  | 23  | 17  | 17  | 18  | 39    |
| 8 | Atech CRS GP            | 31 | Ret | 18  | Ret | 18  | 14  | Ret | Ret | 17  | 18  | 16  | 22  | 17  | 24  | 22  | 18  | Ret | 39    |
| 9 | Trident Racing          | 23 | 22  | 16  | 19  | 12  | 17  | 18  | 18  | 21† | 14  | Ret | 20  | 19  | 16  | 19  | 16  | Ret | 31    |
| 9 | Trident Racing          | 24 | 17  | Ret | 20  | 14  | Ret | 17  | 21  | 19  |     |     |     |     |     |     |     |     | 31    |
| 9 | Trident Racing          | 25 |     |     |     |     |     |     | 13  | 16  | 3   | 8   | 11  | Ret | 9   | 9   | 8   | 3   | 31    |
| # | Construtor              | N° | ESP | ESP | MON | MON | VAL | VAL | GBR | GBR | GER | GER | HUN | HUN | BEL | BEL | ITA | ITA | Pts   |

| Cor      | Resultado            |
| -------- | -------------------- |
| Ouro     | Vencedor             |
| Prata    | 2º lugar             |
| Bronze   | 3º lugar             |
| Verde    | Terminou, nos pontos |
| Azul     | Terminou, sem pontos |
| Púrpura  | Retirou-se (Ret)     |
| Vermelho | Não qualificado (NQ) |
| Preto    | Desqualificado (DSQ) |
| Branco   | Não largou (NL)      |
| Sem cor  | Não participou (NP)  |
| Sem cor  | Lesionado (Les)      |
| Sem cor  | Excluído (EX)        |

Notas:
- † — Pilotos que não terminaram o Grande Prêmio mas foram classificados pois completaram 90% da corrida.